# Lysurus mokusin
Lysurus mokusin är en svampart som först beskrevs av L., och fick sitt nu gällande namn av Elias Fries 1823. Lysurus mokusin ingår i släktet Lysurus och familjen stinksvampar.   Inga underarter finns listade i Catalogue of Life.

## Källor

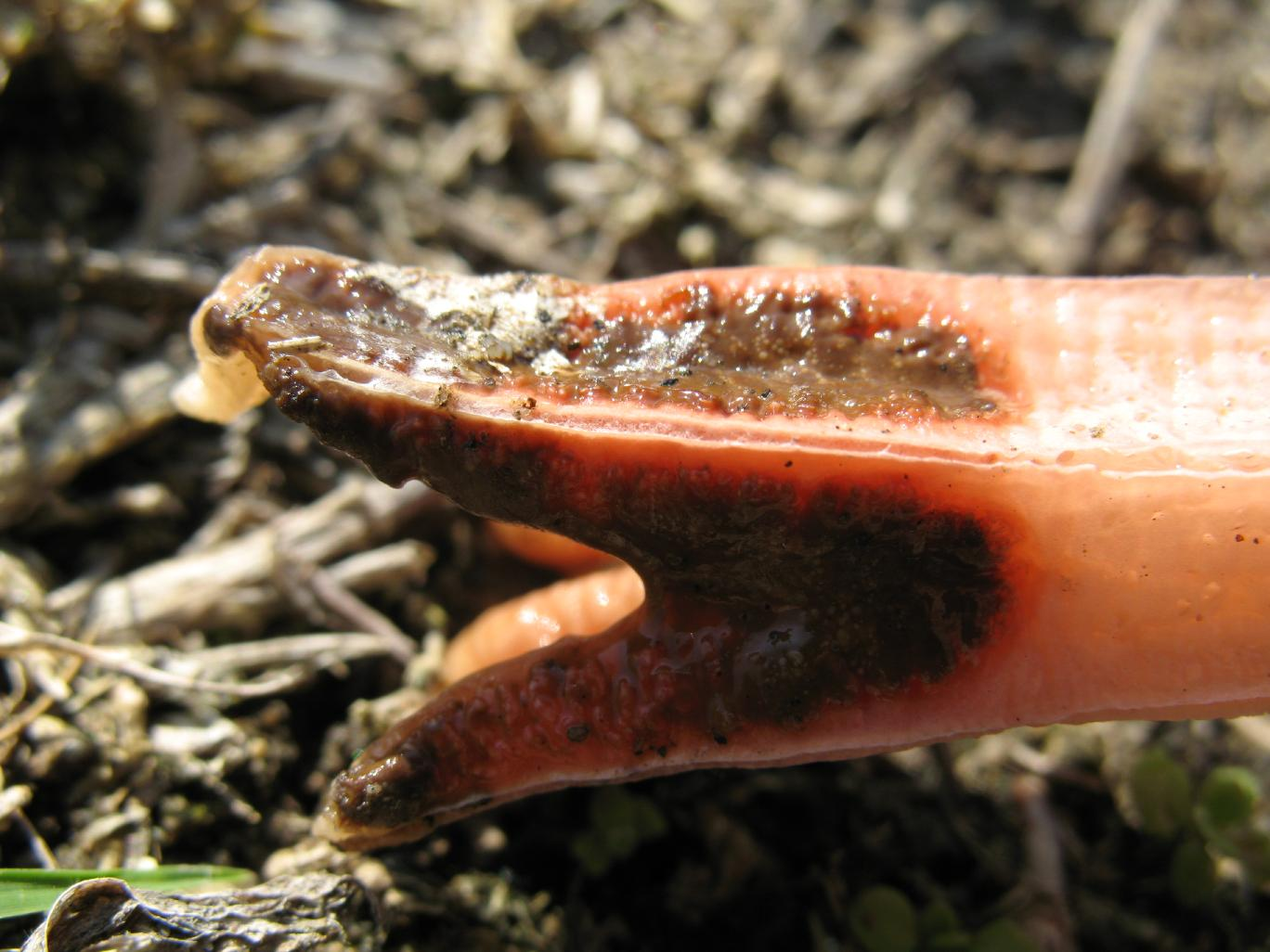
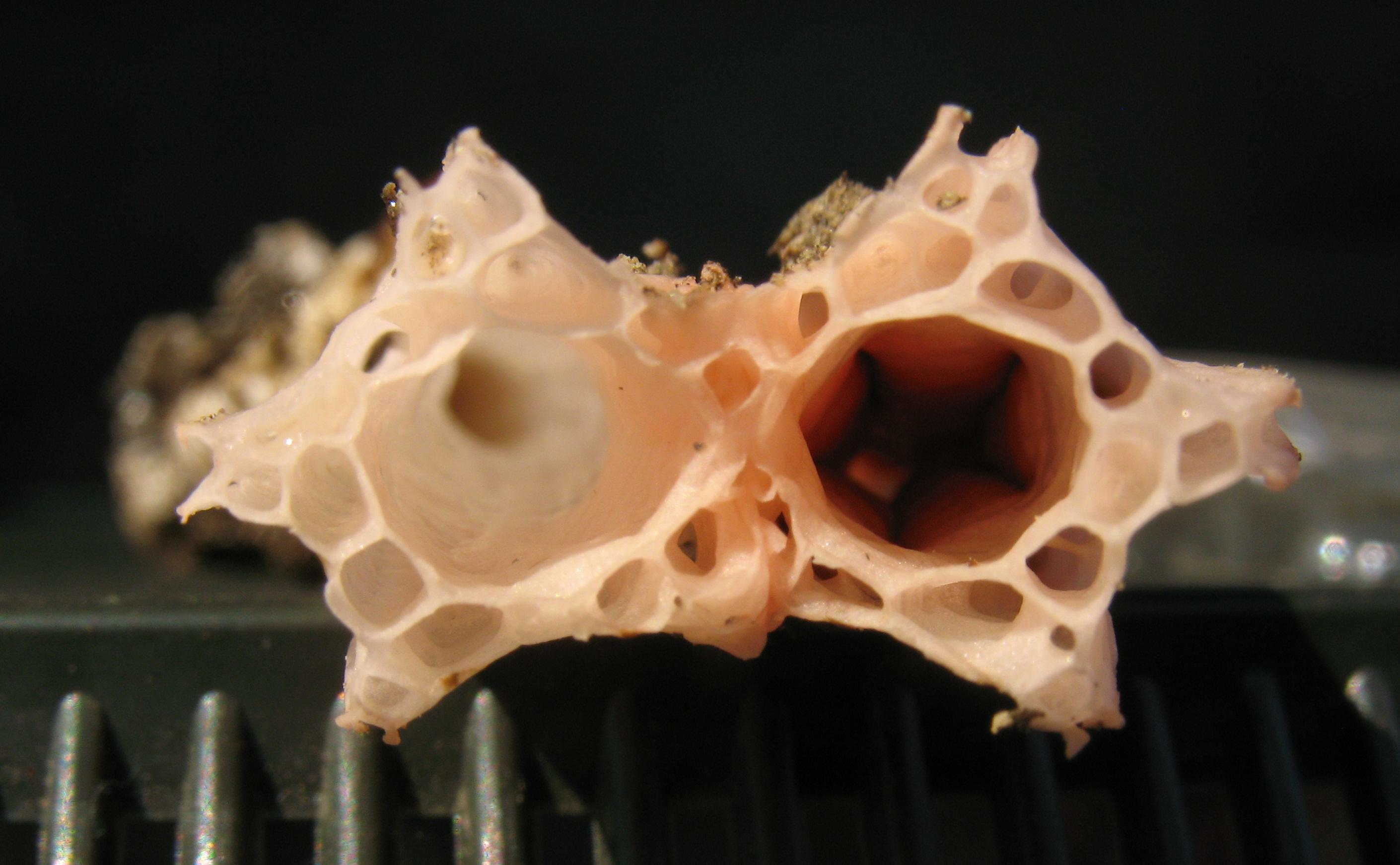